# Jüdischer Friedhof (Rhaunen)
Der Jüdische Friedhof Rhaunen befindet etwas außerhalb des Ortes Rhaunen und wurde vor 1892 angelegt.

## Geschichte
Der Friedhof wurde vor 1892 angelegt. Er diente den Mitgliedern der jüdischen Gemeinde Rhaunen als Begräbnisplatz. Der Friedhof umfasst ein Areal von ca. 8,75 a und ist ein denkmalgeschütztes Kulturdenkmal. Erhalten sind zwei Grabreihen mit insgesamt 33 Grabsteinen. Das älteste Grab datiert auf den 16. April 1885. Während der Zeit des Nationalsozialismus wurde der Friedhof geschändet.